# Tetrabroombenzeen
Tetrabroombenzeen is een organische verbinding met als brutoformule C6H2Br4. De stof is opgebouwd uit een benzeenring met 4 broomatomen. Er bestaan 3 isomeren:
- 1,2,3,4-tetrabroombenzeen
- 1,2,3,5-tetrabroombenzeen
- 1,2,4,5-tetrabroombenzeen

Structuurformule van 1,2,3,4-tetrabroombenzeen
Structuurformule van 1,2,3,5-tetrabroombenzeen
Structuurformule van 1,2,4,5-tetrabroombenzeen

Tetrafluorbenzeen · Tetrachloorbenzeen · Tetrabroombenzeen · Tetrajoodbenzeen